# Batán Grande
La zona arqueológica monumental de Batán Grande (llamada también Sicán (muchik) lit. "casa de la luna") es un complejo arquitectónico, considerado el más importante de la cultura lambayeque, que data de los siglos VIII al XII de nuestra era y está ubicada a 41 km al norte de Chiclayo, en la provincia de Ferreñafe, departamento de Lambayeque, en la costa norte de Perú.
Está compuesto por 36 pirámides truncas que alcanzan alturas superiores a los 30 m y se complementan con grandes plataformas. Destacan las pirámides o huacas del Oro (o del Loro), La Ventana, La Merced, Botija, Rodillona etc., todas construidas a base de adobe y que cobijaban tumbas con objetos de metal y cerámica de gran acabado artístico. En la huaca del Oro el arqueólogo japonés Izumi Shimada halló la tumba de un alto dignatario lambayeque al que denominó como el Señor de Sicán (entre 1991 y 1992).
Batán Grande debió ser un gran centro de producción metalúrgica y de orfebrería, quizás el más importante del Antiguo Perú; ejemplares espléndidos de este arte son los tumis o cuchillos ceremoniales y las máscaras funerarias. En la decoración de estos objetos es recurrente la representación de una deidad antropomorfa con rasgos de ave, que algunos estudiosos identifican con Naylamp, personaje mencionado en las crónicas españolas como fundador de Lambayeque.
El área arqueológica es protegida desde el 1 de junio de 2001 como Santuario Histórico Bosque de Pómac y declarada como Patrimonio Cultural de la Nación por Resolución Nacional Directoral N.º 057 emitida el 16 de enero de 2009 por el Instituto Nacional de Cultura (actual Ministerio de Cultura del Perú).

## Ubicación
Batán Grande es un centro poblado ubicado en el distrito de Pítipo,provincia de Ferreñafe del departamento de Lambayeque, en el norte de Perú. Se halla en el valle de La Leche, en las inmediaciones del brazo del Íllimo del sistema del río Lambayeque.
Forma parte del Santuario histórico Bosque de Pómac. Tiene una extensión de 46 km² y se halla a 50 m. s. n. m..

## Etimología
El nombre alude a la gran cantidad de piedras planas y redondas (batanes) halladas en la zona, instrumentos que en la época prehispánica se usaban para moler los minerales. Pero se sabe que la zona era conocida antiguamente como Sicán, Signán o Shinán, en el antiguo idioma muchik o quingnam (cuyo significado es “morada de la luna”).

## Estudios

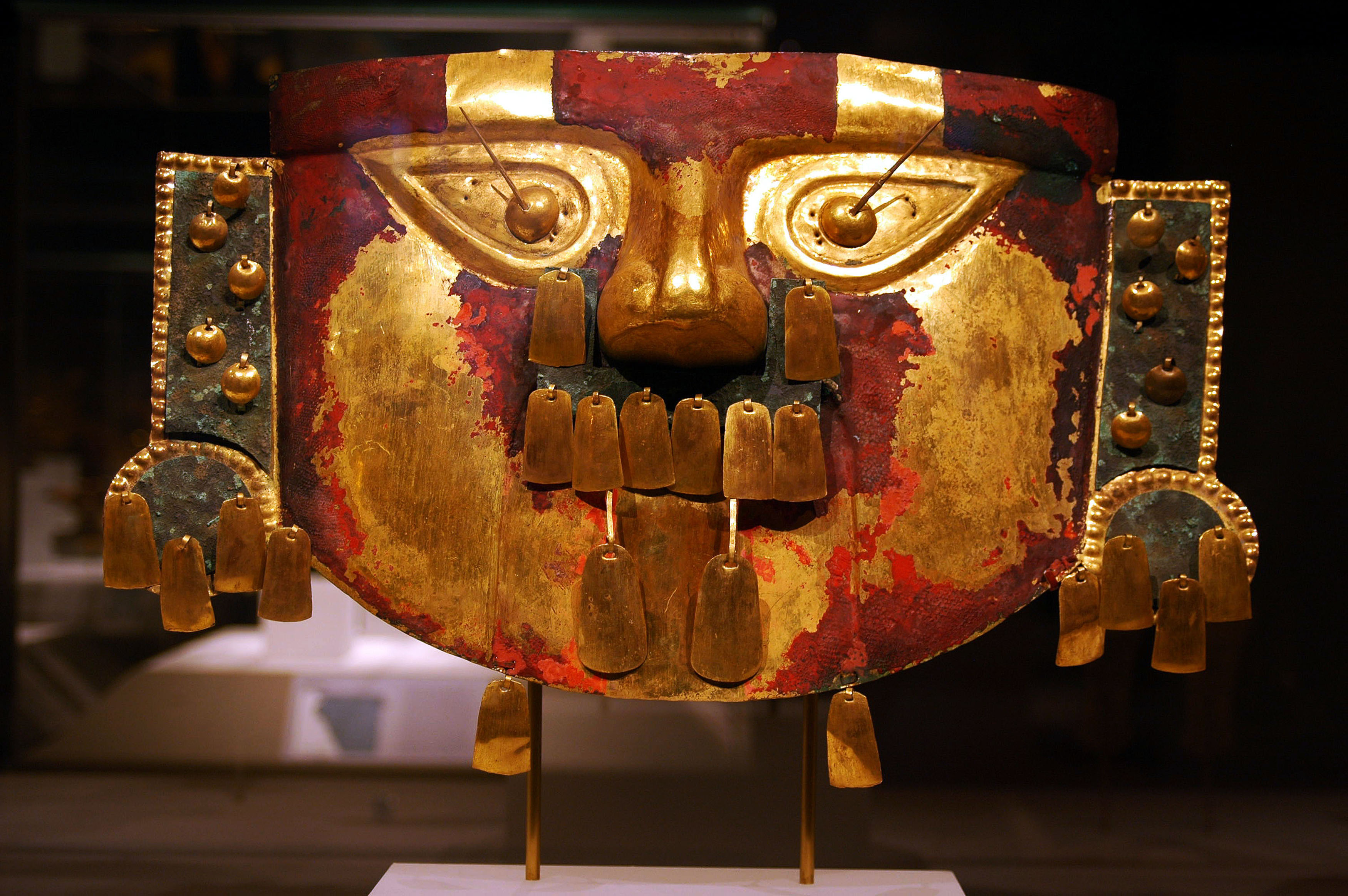
Máscara funeraria de la cultura lambayeque o Sicán, proveniente de Batán Grande.

Batán Grande fue un yacimiento intensamente depredado por los huaqueros desde la época colonial, ya que sus tumbas reales guardaban tentadores utensilios de oro y plata. Varias de estas piezas pasaron a engrosar las colecciones públicas y privadas de todo el mundo. Un mayor número, por desgracia, habría sido fundido para ser vendido al peso.
Hasta la década de 1960 no se podían realizar trabajos arqueológicos en la zona, debido a que las tierras pertenecían a una hacienda; sin embargo, tras la reforma agraria de 1969, el panorama cambió.

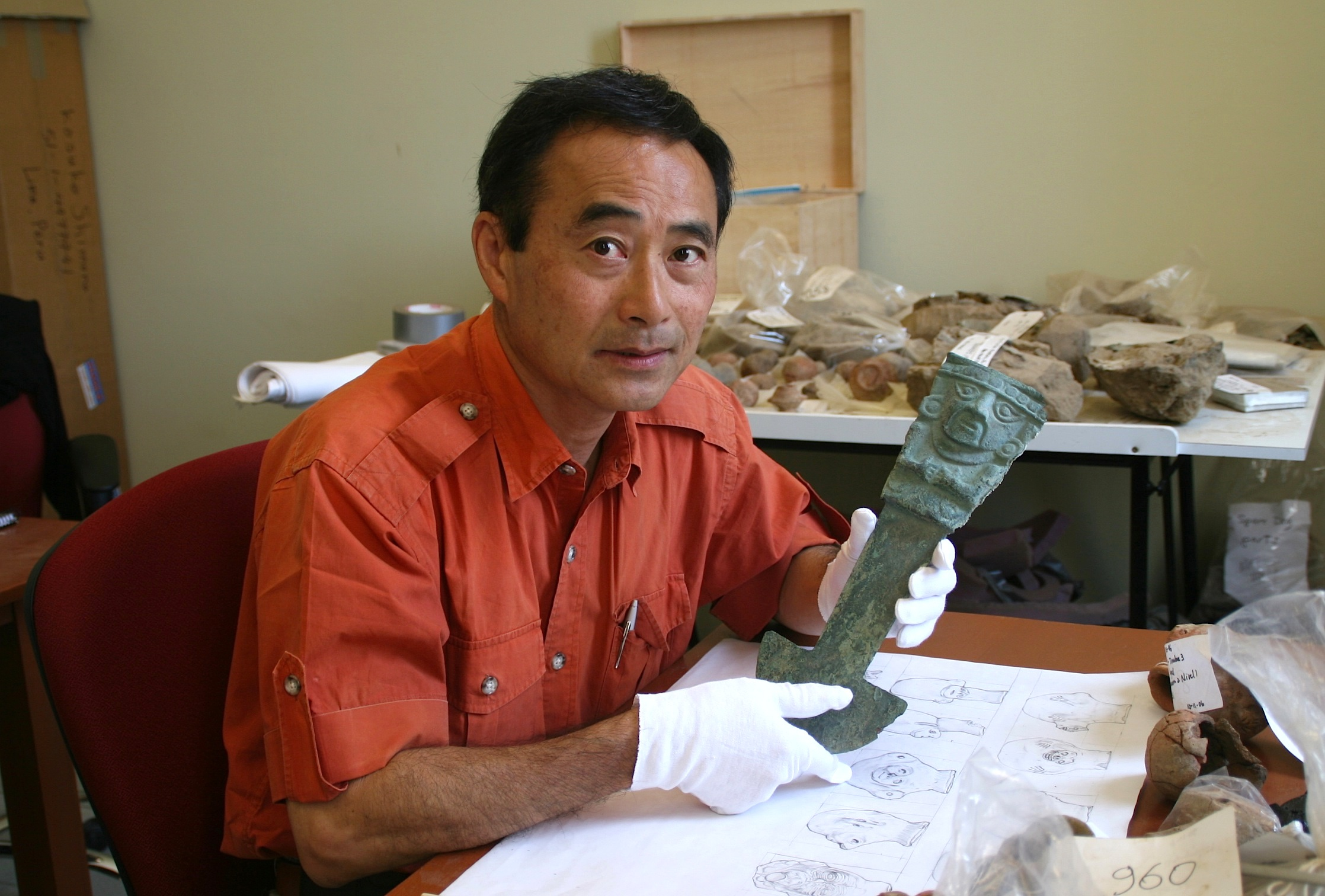
El profesor Izumi Shimada, investigador de Batán Grande, hizo grandes aportes que han permitido aquilatar la importancia de la cultura lambayeque, a la que rebautizó como Sicán.

En 1978 se inició un proyecto arqueológico en la zona, dirigido por el arqueólogo japonés Izumi Shimada, quien realizó valiosos descubrimientos. Este proyecto es considerado como el más extenso en duración de los realizados en Perú.
En 1979, 1982 y 1983 Shimada excavó el montículo situado en el centro del pueblo de Batán Grande, investigación que aportó datos claves sobre la cronología cultural lambayeque y la antigua tecnología metalúrgica. En vista de la importancia que a todas luces tenía Batán Grande, Shimada propuso rebautizar a la cultura lambayeque con el nombre de Sicán, el nombre originario de la zona.
Entre 1991 y 1992, Shimada desenterró en la Huaca del Oro la tumba de un alto dignatario lambayeque, que estaba provisto de un impresionante lote de piezas de orfebrería. Por equiparación al Señor de Sipán moche (descubierto en 1987), Shimada bautizó al personaje con el nombre de Señor de Sicán. Descubrió también pinturas murales como aquella que representa  a un arco iris rematado por cabezas de felino.

## Museo
Como resultado del proyecto se erigió en Ferreñafe el Museo Nacional Sicán, que cobija piezas de la cultura lambayeque o sicán.

## Descripción
En Batán Grande se hallan unas 20 pirámides truncas, superiores a los 30 m de altura, probablemente construidas entre los siglos VIII y XII de nuestra era, que habrían funcionado como templos, viviendas, cementerios y talleres artesanales.
Los aposentos están hechos de adobes rectangulares, con relleno de diversos materiales. En torno a ellos, se hallan necrópolis con tumbas subterráneas, de adobes enlucidos con barro. Muchas de estas tumbas fueron depredadas por los huaqueros, quienes extrajeron una notable cantidad de objetos de oro, como los famosos tumis o cuchillos ceremoniales, así como vasos de oro repujado con incrustaciones de turquesas.

### Las pirámides
Las pirámides o huacas llevan los nombres de: la vieja, Botijas, los gallinazos, las balsas, las abejas, Huaca larga, La Colorada, Horno de los Ingenieros, Huaca del Oro (o del Loro), La Merced, La Cruz, El Santillo, La Ventana, Las Estacas,  Rodillona, La Flacho, Cholope, Huaca Arena, Corte, Huaca I, etc.
De entre todas esas pirámides destacan la Huaca del Oro (lugar donde se encontró la rica tumba de un dignatario lambayeque al que se bautizó como el Señor de Sicán) y la Huaca La Ventana (donde se encontraron bellos objetos de orfebrería como el famoso tumi de oro o cuchillo ceremonial, representativo de la cultura lambayeque).

### Huaca del Oro. La tumba del Señor de Sicán

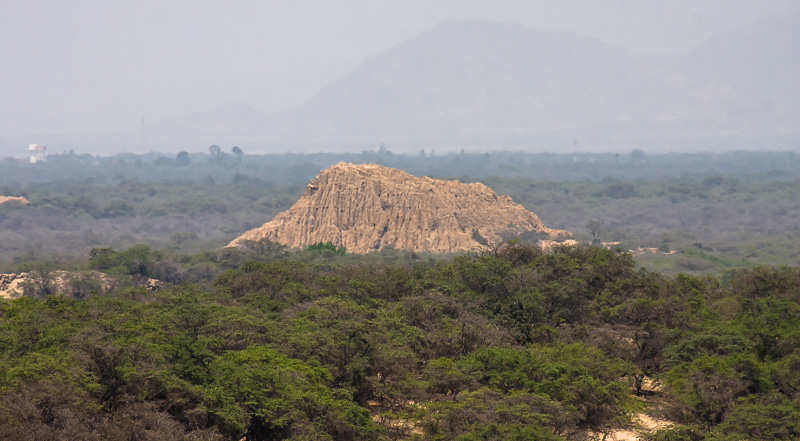
Huaca del Oro.

La Huaca del Oro o del Loro mide aproximadamente 80 m por lado en su base y alcanza más de 35 metros de altura. Fue excavada por el arqueólogo japonés Izumi Shimada entre octubre de 1991 y marzo de 1992.
La excavación de la Tumba Este, permitió sacar a la luz los restos de un gran personaje, enterrado a 12 m de profundidad. Se trataba de un hombre de 40 a 45 años, que se hallaba acompañado por dos mujeres jóvenes (de unos 20 años) y por dos niños. El cuerpo estaba cubierto con cinabrio (sulfuro de mercurio) y mostraba una extraña posición: sentado, pero en posición invertida, es decir, con las piernas hacia arriba y la cabeza hacia abajo. Estaba ataviado con una máscara de oro, orejeras y largos aretes, y entre sus ofrendas tenía hermosos ejemplares de cerámica y abundantes objetos de oro y piedras preciosas. También se encontraron unos 20.000 objetos de cobre arsenical (aleación de cobre con un 2% a 6% de arsénico), con una curiosa forma de naipe, cuyo fin se ignora (tal vez fueron usados como moneda).
La Tumba Oeste, excavada en 1995, contenía 23 entierros de mujeres jóvenes sacrificadas, además del personaje principal, que fue enterrado sentado y mirando al oeste. Este llevaba una máscara dorada y dos guantes metálicos dorados, y en su mano derecha le fue colocada una copa dorada. Este personaje habría sido nieto o sobrino del Señor de Sicán.

### Huaca La Ventana

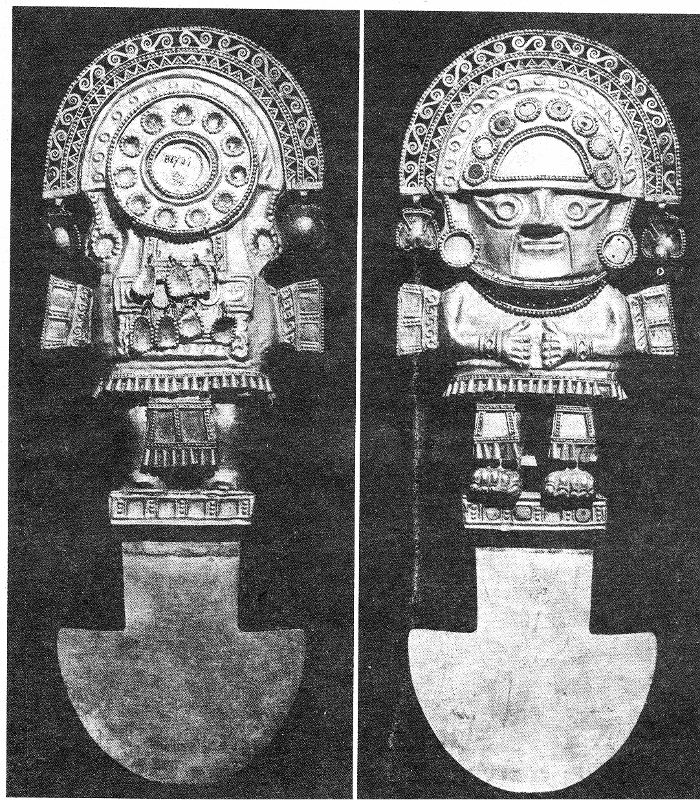
Vista posterior y anterior del Tumi de oro o Cuchillo de Íllimo, espléndido ejemplar de la orfebrería lambayeque, hallado en la huaca La Ventana de Batán Grande. Representa a una deidad alada, presumiblemente Naylamp, el mítico fundador de la cultura lambayeque.

La Ventana fue una huaca intensamente saqueada entre 1920 y 1969; de ella proviene el famoso Cuchillo de Íllimo o Tumi de oro, símbolo de la cultura lambayeque, pero que por mucho tiempo fue atribuido erróneamente a la cultura chimú. Rescatado gracias a los esfuerzos del sabio Julio C. Tello (1937), el tumi permaneció varios años en el Museo Nacional de Arqueología, Antropología e Historia, hasta que en 1988 fue robado y fundido para ser vendido al peso, junto con otros objetos similares.
De otro lado, de esta huaca se ha recuperado pinturas murales con diseños alusivos al mar y que se encuentran reproducidos en uno de los ambientes del Museo Nacional Sicán.

## Importancia
Batán Grande fue el centro religioso, administrativo y económico de la cultura lambayeque, en el periodo denominado Sicán Medio (aproximadamente de 900 a 1100 d. C.). Desde ahí la élite controlaba la producción de objetos de metal y coordinaba el intercambio de objetos de alto prestigio conseguidos desde varios puntos del continente sudamericano. Además, fue el sitio de entierro de los miembros de la elite. No se trataba de una ciudad en el sentido occidental del término, pues allí vivían pocas personas. Los artesanos y campesinos habrían residido en lugares aledaños.
Batán Grande fue posiblemente el mayor centro productivo de orfebrería del Antiguo Perú. Tan así, que se calcula que casi el 90% de los objetos de oro del Perú prehispánico que guardan actualmente las colecciones públicas y privadas provienen del área de Lambayeque y en modo especial de Batán Grande. Un distintivo del arte lambayeque es la recurrente presencia de una deidad alada, a la que se ha identificado con el mítico Naylamp, mencionado en una de las crónicas del español Miguel Cabello Valboa (1586).
Por los indicios arqueológicos, se sabe que entre 1050 y 1100 d. C. Batán Grande fue incendiada, pero solo sus construcciones principales. Al parecer, esto se produjo después de un largo periodo de sequía de 30 años, lo cual debilitó el poder de los señores o reyes-sacerdotes, poder que se basaba primordialmente en su capacidad de garantizar la  producción agrícola. Al fracasar este poder, la gente debió alzarse contra la élite, destruyendo los templos y palacios, y emigrando a otros lugares. Una nueva capital se alzó en Túcume.